# Justo Pérez de Urbel

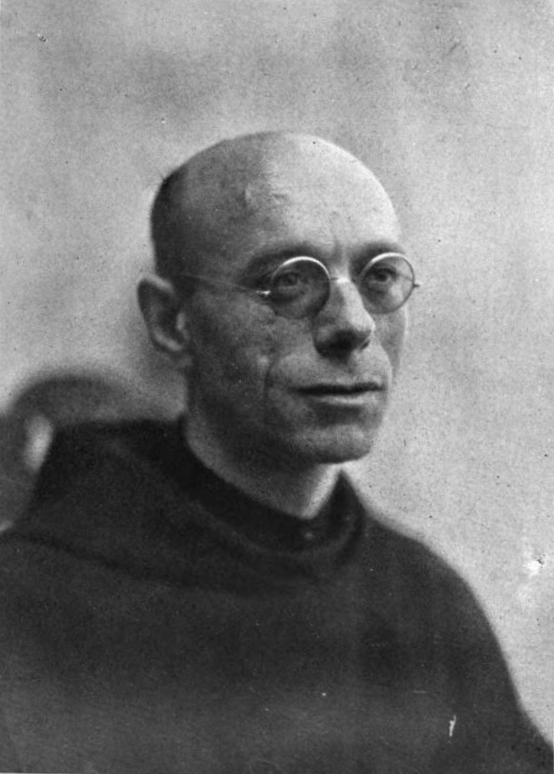
Justo Pérez de Urbel (1933)

Justo Pérez Santiago (auch: Justo Pérez de Urbel y Santiago; * 7. August 1895 in Pedrosa de Río Úrbel, Spanien; † 29. Juli 1979 in Madrid, Spanien) war ein spanischer Benediktinermönch, Mediävist und der erste Abt der Benediktinerabtei des Heiligen Kreuzes im Tal der Gefallenen (Spanisch: Monasterio de la Santa Cruz del Valle de los Caídos / Abadía Benedictina de la Santa Cruz del Valle de los Caídos).

## Werdegang
Justo Pérez Santiago kam 1895 als eines von sieben Kindern von Salvador Pérez und Francisca Santiago in Pedrosa de Río Úrbel zur Welt. Seine Eltern waren Bauern und sein Vater besaß einen Laden im Dorf. Ab seinem zwölften Lebensjahr, 1907, besuchte er die Klosterschule in der Nähe der Abtei Santo Domingo de Silos – einem Benediktinerkloster im gleichnamigen Ort, welcher im Süden der nordspanischen Provinz Burgos liegt. 1912 trat er in den Benediktinerorden ein. Als am 30. April 1917 der Abt Guepín verstarb, wurde der Historiker Luciano Serrano sein Nachfolger. Mit dem Wechsel des Abtes wurde der Plan aufgegeben, Justo Pérez Santiago nach Rom (Italien) zu entsenden, dieser war zu jenem Zeitpunkt noch Novize. Daraufhin widmete er sich seinen historischen Studien in der Klosterbibliothek. Seine Ordination fand am 25. August 1918 statt. Ab 1925 veröffentlichte er hagiografische, historische und religiöse Studien. Bereits während der Zeit der Zweiten Spanischen Republik war er ein bekannter religiöser Schriftsteller und Verfasser von historischen Werken.
Während des Spanischen Bürgerkrieges zog Mitte des Jahres 1938 das Hauptquartier von General Francos nationalistischer Regierung nach Burgos und verlegte die Zentrale (Delegación Nacional) ihrer Frauenorganisation Sección Femenina in das Salesianerinnenkloster in Burgos. In der Folgezeit suchte Pilar Primo de Rivera, Gründerin und Leiterin der Sección Femenina, einen geistigen Führer für ihre Organisation. Sie war die Schwester von José Antonio Primo de Rivera, dem Gründer der Falange, und Tochter des ehemaligen spanischen Diktators Miguel Primo de Rivera. Der spanische Soziologe, Akademiker und Journalist Severino Aznar, der Vater von Agustín Aznar, erzählte ihr über Justo Pérez Santiago. Als Folge davon schlug Pilar dem Abt Luciano Serrano Santiago als Kandidaten für diesen Posten vor.
Im Jahr 1938 wurde Justo Pérez Santiago zum Direktor des nationalistischen Jugendmagazins Flechas y Pelayos ernannt und wirkte auch an den Magazinen Clarín und Maravillas mit. Während seiner Zeit bei Flechas y Pelayos arbeitete er mit Avelino de Aróztegui und Pilar Valle zusammen. Flechas y Pelayos ging aus einem Zusammenschluss von zwei früheren Magazinen (Flechas und Pelayo) hervor. Der Zusammenschluss der Magazine sollte dazu dienen, Spannungen zwischen zwei Fraktionen innerhalb des nationalistischen Lagers zu überwinden. Neben der Leitung des Magazins verfasste er die Rubrik „Doctrina y estilo.“
Am Ende des Spanischen Bürgerkrieges wurde er zum Prior der Kirche Nuestra Señora de Montserrat (span.: Iglesia de Nuestra Señora de Montserrat) in Madrid ernannt, welche seit 1918 zur Abtei Santo Domingo de Silos gehört hatte. Zur selben Zeit fungierte er als Zensor und bearbeitete Anfragen hinsichtlich der Einführung neuer Comics.

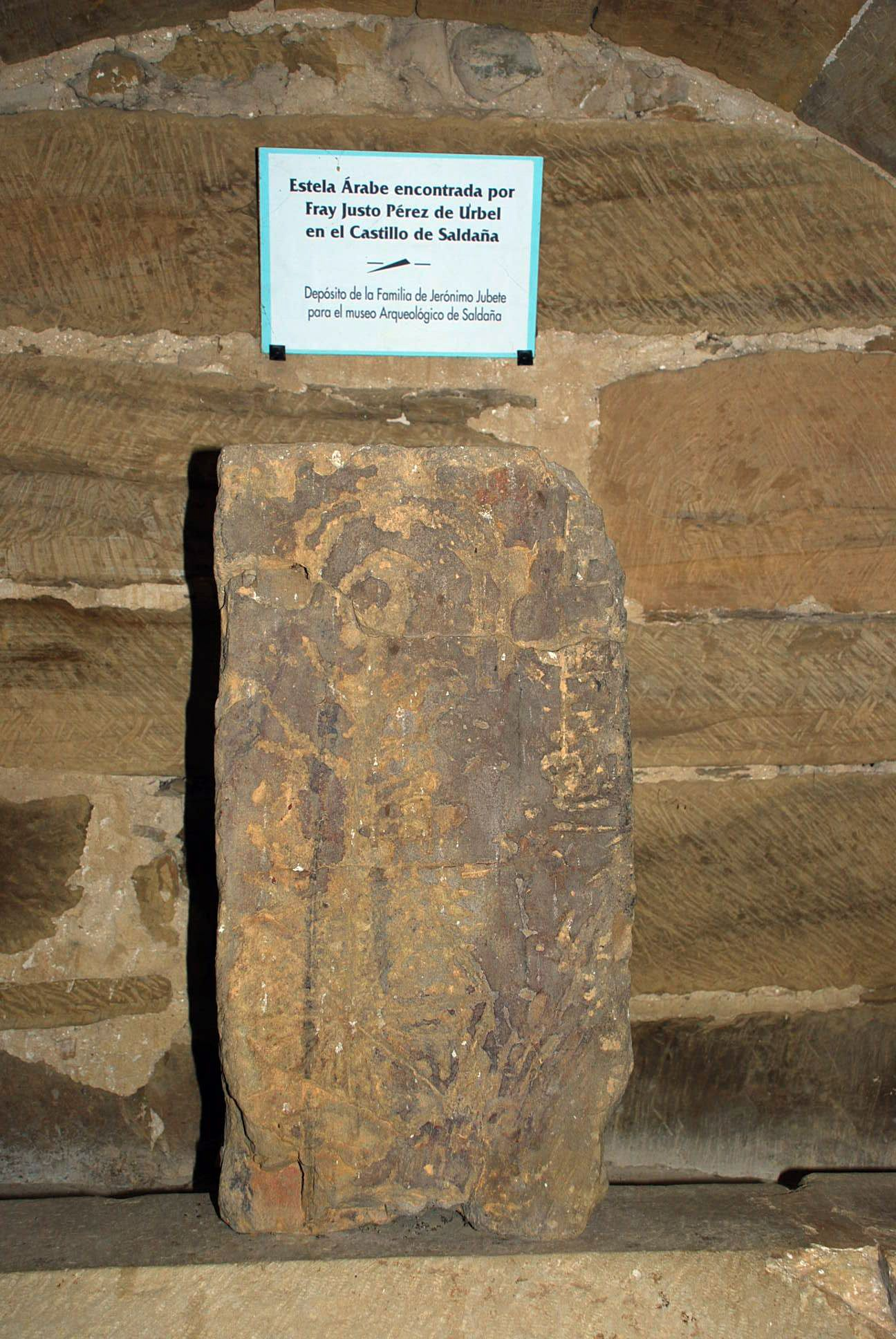
Eine arabische Stele, gefunden von Justo Pérez de Urbel im Castillo de Saldaña (2008)

In der Folgezeit wurde Justo Pérez Santiago stellvertretender Professor für Geschichte an den Universitäten Granada und Murcia. Er war im Technischen Informationsbüro des Ministerio de Asuntos Exteriores y de Cooperación tätig und Mitglied des Consejo Superior de Investigaciones Científicas. Im Jahr 1946 erwarb er einen Abschluss in Geschichte und im Jahr 1950 einen Doktortitel. Seit 1950 bekleidete er den Lehrstuhl für Geschichte des Mittelalters an der Universität Complutense Madrid.
Justo Pérez Santiago war Mitglied der Consejo Nacional del Movimiento (der ersten quasi-parlamentarischen Versammlung unter der Diktatur von Francisco Franco) und ab dem 16. März 1943 als Procurador en Cortes Mitglied der Cortes Generales (des länger bestehenden franquinistischen Rates nach dem Ende des Spanischen Bürgerkrieges).

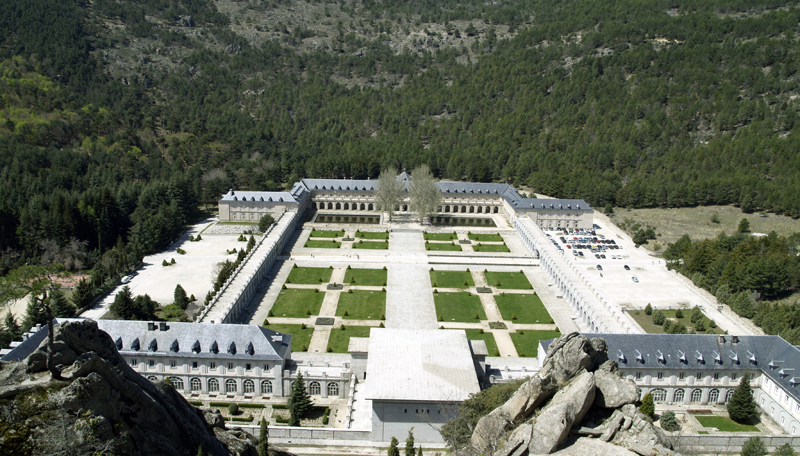
Benediktinerabtei des Heiligen Kreuzes im Tal der Gefallenen (2008)

Am 17. Juli 1958 wurde er nach der Eröffnung des Valle de los Caídos von Franco zum ersten Abt der Benediktinerabtei Santa Cruz del Valle de los Caídos ernannt, welche bei Cuelgamuros in der Nähe der Gemeinde El Escorial in der Sierra de Guadarrama liegt. Die Amtseinführung erfolgte unter Beisein von Luis Carrero Blanco und dem Innenminister (span.: Ministro de la Gobernación) Camilo Alonso Vega, während die Weihe des Klosters vom Abt von Santo Domingo de Silos, Isaac María Toribios Ramos, vorgenommen wurde. Santiago bekleidete den Posten bis zu seinem Rücktritt im Jahr 1966, welcher aufgrund seines schlechten Gesundheitszustandes erfolgte.
Von 1964 bis 1967 war er Mitglied des zehnten National Council of FET y de las JONS.
Im Laufe seines Lebens erlernte er mehrere Sprachen. Justo Pérez Santiago sprach neben Spanisch fließend Französisch sowie gut Englisch und Deutsch. Er war auch mit Hebräisch, Griechisch, Latein und Arabisch vertraut.

## Werke (Auswahl)
Seine literarische Arbeit ist sehr umfangreich. Er verfasste viele Bücher und hunderte Artikel, Rezensionen, Übersetzungen etc. Seine ersten schriftstellerischen Erfahrungen machte er mit dem Boletín de Silos, an welchem er über viele Jahre hinweg mitwirkte. Im Alter von 18 Jahren veröffentlichte er ein Gedicht zu Ehren von Santo Domingo de Silos und im folgenden Jahr eine Hymne an den Abt von Silos.
Zu seinen bekanntesten Arbeiten im Bereich der Geschichte gehören:
- 1945: Historia del Condado de Castilla
- 1950: Sancho el Mayor de Navarra
- 1952: Fernan González, el héroe que hizo a Castilla
- 1952: Sampiro. Su crónica y la monarquía leonesa en el siglo X
- 1969: El Condado de Castilla: los 300 años en que se hizo Castilla
- 1979: García Fernández (El conde de las bellas manos)

Unter seinen hagiographischen und liturgischen Werken sind:
- Vida de Cristo[15]
- El año cristiano (5 Bände zwischen 1933 und 1935)
- San Pablo, apóstol de las gentes

## Ehrungen (Auswahl)
- 1941: La Placa de Comendador de Orden de Isabel la Católica[8]
- 1945: Medalla de Plata del Milenario de Castilla[8]